# Eya Guezguez
Eya Guezguez (* 12. März 2005 in M’saken; † 10. April 2022 im Mittelmeer vor Tunis) war eine tunesische Regattaseglerin.

## Werdegang
Eya Guezguez nahm gemeinsam mit ihrer Zwillingsschwester Sarra im Alter von 16 Jahren an den im Jahr 2021 ausgetragenen Olympischen Sommerspielen 2020 in Tokio teil. Die beiden Schwestern belegten den 21. Platz in der 49erFX-Regatta.
Am 10. April 2022 trainierten die Schwestern vor der Küste Tunesiens. Aufgrund starken Windes kenterte das Boot, wobei Eya unter dem Segel eingeklemmt wurde und ertrank. Ihre Schwester überlebte den Unfall.